# Savoyai Mária Lujza lamballe-i hercegné
Mária Lujza (teljes születési nevén Savoya–Carignanói Mária Terézia Lujza; Torino, Savoya, 1749. szeptember 8. – Párizs, Franciaország, 1792. szeptember 3.), a Savoyai-ház carignanói ágából való hercegnő, aki házasságát követően Lamballe hercegné (franciául: Madame de Lamballe) néven vált ismertté, férje korai halálát követően pedig a Francia Királyság egyik legtehetősebb özvegye vált belőle.
A hercegnő 1767-ben házasodott össze Lamballe hercegével, a francia királyi család, a Bourbon-ház tagjával, az ország egyik leggazdagabb emberével. Azonban hűtlen férje alig több mint egy éves házasságukat követően nemibetegség következtében elhunyt. Kapcsolatukból nem született gyermek, a hercegné pedig többé nem ment férjhez. 1770 körül a versailles-i kastélyba került, ahol Marie Antoinette főudvarhölgyévé lépett elő, egyúttal a királyné egyik legközelebbi barátjává és legfőbb bizalmasává vált.
Annak ellenére, hogy a hercegné visszahúzódó és szerény személyiség volt, magas rangú státusza és a királyi családhoz való hűsége miatt a francia forradalom idejére az egyik elsőszámú célponttá vált. Ez egyenesen vezetett ahhoz, hogy 1792-ben a felheccelt párizsi tömeg a bírósági tárgyalását követően az utcán meglincselte. Lamballe hercegné halála az ancien régime elleni gyűlölet egyik szimbólumává vált, és azóta is a korszak brutalitásának egyik elsődleges példájaként szolgálhat.

## Élete

### Származása
Savoyai Mária Terézia Lujza hercegnő 1749. szeptember 8-án született, a Szárd–Piemonti Királyság fővárosában, Torinóban, a Carignano palotában, a Savoya–Carignano-ház tagjaként. Apja Lajos Viktor, Carignano hercege (1721–1778), anyja pedig Christine von Hessen-Rheinfels-Rotenburg német tartománygrófnő (1717–1778)  volt. Szülei távoli rokonok voltak, mivel Lajos Viktor herceg anyai nagyapja II. Viktor Amadé szárd–piemonti király (1666–1732) volt, aki Christine egyik nagynénje (Polyxenia Christina von Hessen-Rheinfels-Rotenburg tartománygrófnő, 1706–1735) férjének, III. Károly Emánuel szárd–piemonti királynak (1701–1773), Viktor Amadé király fiának volt elsőfokú unokatestvére. Krisztinát rokoni szálak fűzték a Bourbonokhoz is, ugyanis másik nagynénje, Hessen-Rotenburgi Karolina, a későbbi Condé hercegné férje Lajos Henrik volt, Bourbon hercege.

### Házassága
Mária Lujza 16 esztendősen, 1767. január 31-én nőül ment a Bourbon-dinasztiából származó Lajos Sándorhoz, Lamballe hercegéhez (1747–1768), Toulouse grófjához, Franciaország egyik leggazdagabb nemesemberéhez, aki XIV. Lajos király egyik – törvényesített származású – dédunokája volt. Az újdonsült házasok nászútjukat a nangis-i kastélyban töltötték, ám az asszony férje csupán 5 hónappal az esküvő után szeretőt vett maga mellé, egy balett-táncosnőt, bizonyos de La Chassaigne kisasszony személyében.
1768-ban a hűtlen férj vérmérgezés következtében hunyt el a louveciennes-i kastélyban, így Máriából egy rendkívül tehetős és befolyásos özvegyasszony lett, mivel hitvese minden földjét, rangját és pénzét őrá hagyta. Megözvegyülése után a francia királyi udvarba került, ahol az a kivételes megtiszteltetés érte, hogy bekerült Mária Antónia trónörökös hercegné bizalmas barátnői közé.

## Özvegyként a királyi udvarban
Ezek után a hercegné felváltva élt a párizsi Toulouse-palotában (Hôtel de Toulouse) és a rambouillet-i kastélyban. 1769. január 4-én részt vett egykori sógornőjének, Louise Marie Adélaïde de Bourbon-Penthièvre hercegkisasszonynak (1753–1821) eljegyzésén, aki Orléans-i Lajos Fülöppel (1747–1793), Chartres hercegével (a későbbi Egyenlőség Fülöppel) készült frigyre lépni.
1771 májusában az asszony Fontainebleau-ba ment, ahol XV. Lajos király bemutatta őt a későbbi Provence grófnőnek, aki XVI. Lajos egyik sógornője lett, valamint a hercegné Párizsban 1773 októberében jelen lehetett XV. Lajos király egyik dédunokájának, Lajos Fülöp hercegnek (1773–1850), Lajos Fülöp, Orléans hercege és Louise Marie Adélaïde hercegné első fiának születésénél. (Az ifjabb Orléans-i Lajos Fülöp később, 1830-tól a júliusi forradalom révén Franciaország királya lett).
1774 májusában, XV. Lajos halálával Mária Antónia férje, a néhai király legidősebb unokája lépett a trónra, XVI. Lajos néven. 1775 szeptemberében Lamballe hercegné hivatalosan is a királyné udvartartásának tagja lett, egyben Marie Antoinette főudvarhölgye a versailles-i kastélyban. A legnagyobb befolyással járó poszt elnyerése kiváltotta Versailles arisztokrata hölgyeinek neheztelését és irigykedését.
Új magas társadalmi beosztása és fontos szerepköre révén összeismerkedett Polignac hercegnével, aki 1775 óta ugyancsak a királyné társalkodónői közé tartozhatott, mivel az ő társaságát éppúgy kedvelte Marie Antoinette, mint Lamballe asszonyét. Az özvegy hercegné férje halála óta kínosan ügyelt arra, hogy semmi kompromittáló pletyka ne érhesse őt a magánélete kapcsán, emiatt sokan prűdnek is tartották őt, ami egyedülálló jelenség volt az udvarnál, ahol Polignac asszonyról például több kellemetlen szóbeszéd is terjengett, elsősorban a szerelmi viszonyait illetően. (Az 1789-et megelőző pár évben, a királyellenes hangulat keretében már Lamballe hercegnéről is jelentek meg olyan ízléstelen és rosszmájú, erősen pornográf pamfletek, melyek úgy ábrázolták őt, mint a királyné leszbikus szeretőjét.)

### A forradalom idején
1789 októberében az asszony csatlakozott a forradalmárok által házi őrizetben tartott királyi családhoz, akiket az „Asszonyok meneté”-nek nevezett, tragikusan végződő tüntetés során Párizsba hurcoltak és a Tuileriák palotájában őrizet alá vetettek. A hercegné szalonja arra szolgált, hogy ott találkozhasson Mária Antónia a Forradalmi Tanács tagjaival, ahol a királyné azon fáradozott, hogy a Nemzetgyűlést alkotó embereket a férje és az ő oldalára állítsa.
Ameddig Lamballe hercegné párizsi rezidenciája Marie Antoinette rendelkezésére állt a forradalmárokkal való tárgyalások okán, addig az asszony 1791-ben Nagy-Britanniában bérelt ki egy házat, Bath-ban, ahol a lehető legrosszabb végkimenetelre való felkészülés közben megírta végakaratát is, mivel úgy hitte, ha visszatér Párizsba, az számára a biztos halált jelenti majd, ám a királyné iránti hűsége erősebb volt minden félelménél, így visszament a Tuileriákba.
Folytatta Marie Antoinette szolgálatát, egész addig, míg 1792. augusztus 10-én a feldühödött városi csőcselék meg nem támadta a palotát. (A királyi családot ekkor a Temple-be zárta az ország új kormánya, a Törvényhozási Tanács.)

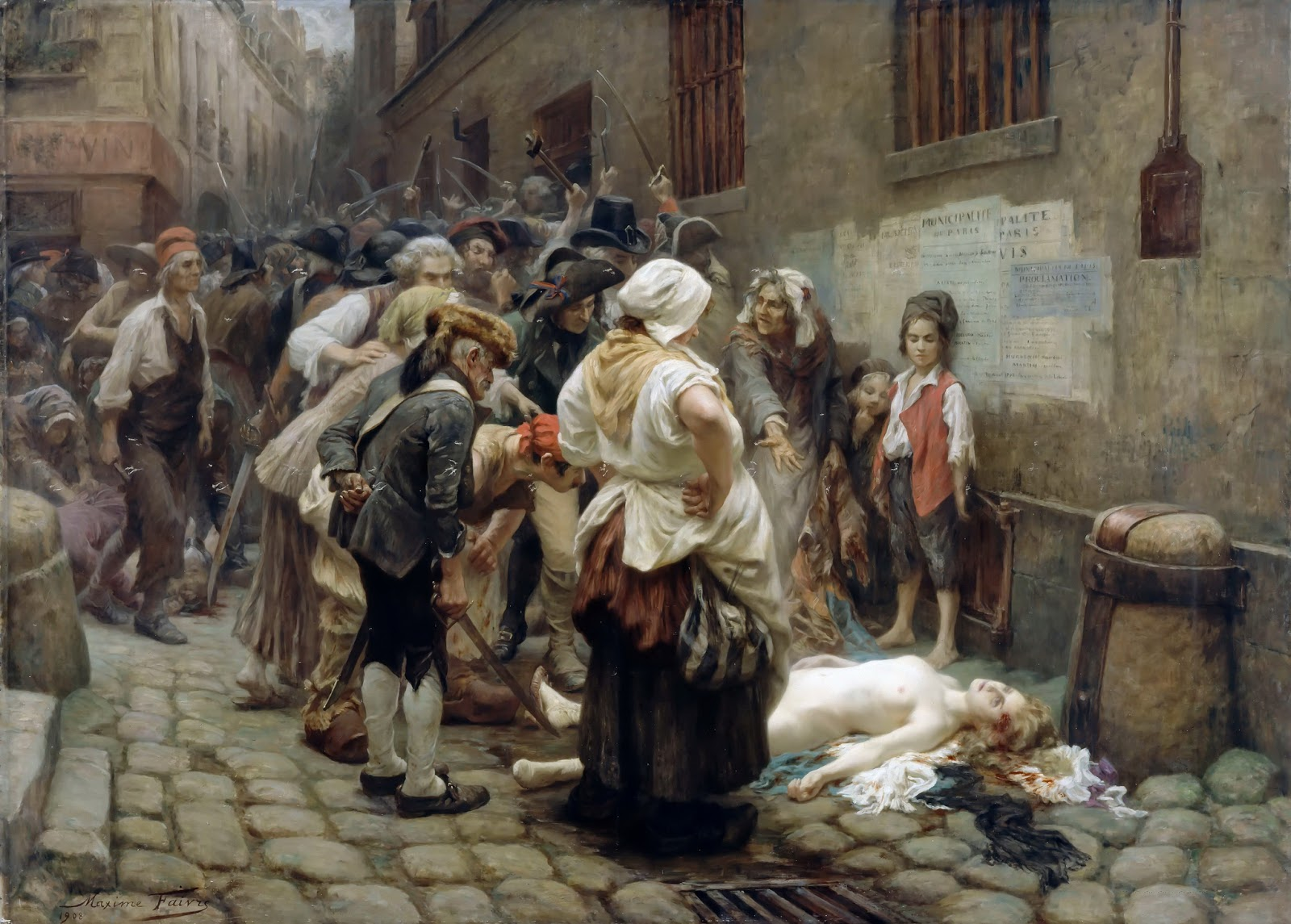
Lamballe hercegné halála Léon-Maxime Faivre 1908-as festményén, Francia forradalom Múzeuma.

### Meggyilkolása
Augusztus 19-én a hercegnét és a királyi gyermekek nevelőnőjét, de Tourzel márkinét elkülönítették a királytól és feleségétől, és a La Force börtönbe szállították őket, viszont Lamballe asszonyt szeptember 3-án elvitték onnan a sietősen felállított bíróság követelésére, akik megpróbálták rávenni a nőt arra, hogy mondja el a következő mondatot: „Tegyen esküt, hogy szereti a szabadságot és az egyenlőséget, és esküdjön, hogy gyűlöli a királyt, a királynét és a monarchiát is!” A hercegné megtagadta a parancsot, mivel még abban a szorongatott helyzetben is lojális maradt a királyhoz és a királynéhoz. Erre a bíróság végül mindössze annyit mondott, hogy: „Vigyék el a hölgyet!” („Élargissez Madame!”) Az őrök az utcára vitték, ahol az összegyűlt párizsi „polgárok” perceken belül meglincselték.

## Fordítás
- Ez a szócikk részben vagy egészben  a   Princess Marie Louise of Savoy című angol Wikipédia-szócikk ezen változatának fordításán alapul.  Az eredeti cikk szerkesztőit annak laptörténete sorolja fel. Ez a jelzés csupán a megfogalmazás eredetét és a szerzői jogokat jelzi, nem szolgál a cikkben szereplő információk forrásmegjelöléseként.